# Капрони Ca.310
Капрони Ca.310 (итал. Caproni Ca.310 је италијански нискокрилни једнокрилац, двомоторни вишенаменски авион (школски, извиђачки/лаки бомбардер и бомбардер), користио се у периоду уочи у току и непосредно после Другог светског рата.

## Пројектовање и развој
Фирма Капрони је у другој половини тридесетих година двадесетог века направила фамилију лаких бомбардера и вишенаменских авиона чији је пројектант био инж. Чезаре Палавићино (Cesare Pallavicino). Родоначелник ове фамилије авиона је био путнички авион Ca.306 Бореа из 1935., а укупно је произведено нешто преко 1620 примерака у 5 главних серијских верзија означених ознакама Ca.309, Ca.310, Ca.311, Ca.313 i Ca.314.
Прототип Ca.310 полетео је 2. фебруара 1937. а у јулу је започета серијска производња авиона Капрони Ca.310 Либечио (Caproni Ca.310 Libeccio). Октобра исте године авион је изложен на 2. међународном ваздухопловном салону у Милану, а освојена прва три места фебруара 1938. на 3. сахарском релију донела су Италијанима велики публицитет.
Прототип Капрони Ca.311 полетео је 4. априла 1939. а производња тог трећег главног серијског типа отпочела је новембра исте године. До септембра 1941. направљено је 320 Капронија Ca.311 у 11 различитих серија. То је био први авион фамилије усвојен за стандардну опрему италијанских извиђачких ескадрила.

## Технички опис
Капрони Ca.310 је нискокрилни двомоторни авион мешовите конструкције са три члана посаде.
Труп авиона Капрони Са.310 је правоугаоног попречног пресека. Носећа конструкција је решеткаста направљена од танкозидих заварених челичних цеви. Облога трупа је била од лаке легуре, дрвене лепенке и импрегнираног памучног платна. Труп авиона је био довољно простран да се у њега може сместити посада од три члана и потребна опрема у зависности од намене авиона. Ако је авион извиђачки он је био опремљен радио станицом и фотографском опремом као и наоружањем за одбрану авиона, бомбардерска верзија овог авиона могла је да понесе у трупу 450 kg слободно падајућих бомби. На горњој страни трупа налазила се купола од плексигласа у којој се налазио стрелац са митраљезом.
Овај авион је био опремљен звездастим ваздухом хлађеним мотором са 7 цилиндара. У почетку су то били Piaggio P.VII C.16 а касније Piaggio P.VII C.35 мотори. На вратилу мотора су обично биле двокраке елисе, а на каснијим моделима ове фамилије авиона су уграђиване трокраке елисе.
Крила авиона су била дрвене конструкције облепљена готово целом својом површином импрегнираним платном. На крилима су се налазила проширења на којима су били причвршћени мотори а са доње стране је био простор за смештај точкова и хидрауличног система за увлачење точкова.
Репни делови авиона су изведени као дрвена конструкција с тим што су непокретни делови репа били обложени дрвеном лепенком а покретни импрегнираним платном.
Стајни трап му је класичан, имао је две предње ноге са нископритисним гумама, предњи точкови су се уз помоћ хидрауличног уређаја увлачили у носаче мотора у току лета, а задњи само усмеравајући који се у току лета није увлачио у труп авиона се налази на репу авиона. С обзиром да у гондоли мотора није било доста простора за смештај точка они су у увученом стању вирили изван облоге мотора.
Наоружање овог авион се састоји од 3 митраљеза калибра 7,7 mm. Два су смештена у корену крила а један у турели на крову трупа авиона.

### Варијанте авиона Капрони Ca.310
- Ca.310 - почетна верзија за серијску производњу са моторима Piaggio P.VII C 16 снаге 338 kW
- Ca.310 Idro - Хидро верзија авиона Ca.310 са моторима Piaggio P.VII C 16 снаге 338 kW
- Ca.310 bis - верзија Ca.310 са застакленим носем и моторима Piaggio P.VII C 35 снаге 338 kW
- Ca.311 - авион бомбардер чији је прототип био Ca.310 bis са моторима Piaggio P.VII C 35 снаге 338 kW
- Ca.312 - авион бомбардер Ca.311 са моторима Piaggio P. XVI РC 35 снаге 345 kW

## Земље које су користиле авион Капрони Ca.310
- Краљевина Италија
- Норвешка
- Краљевина Мађарска
- Перу
- Шпанија
- Краљевина Југославија
- Независна Држава Хрватска

## Оперативно коришћење
Авион Капрони Ca.310 имао је свој први борбени деби током Шпанског грађанског рата и учествовали у ранијим фазама Другог светског рата у Либији. Неки су коришћени у нападу групе као привремена замена за незадовољавајуће Бреда Ва.65. Последњи Са.310 је избачен из употребе у италијанском ваздухопловству 1948. године. Пројектант овог авиона је био инж. Чезаре Палавицини (Cesarе Pallavicini). Авион Капрони Ca.310 су купиле и користиле Мађарска, Италија, Норвешка, Перу и Краљевина Југославија.

### Коришћење авиона Капрони Ca.310 у Југославији
Војно ваздухопловство Краљевине Југоаславије је од 1938 до 1941. године набавило 28 авиона Капрони Ca.310 и Ca.311 који су се користили као авиони за обуку и тренажу пилота бомбардера. С обзиром да су ови авиони интензивно експлоатисани од њих је 19 у оперативном стању дочекало Априлски рат. Ове авионе су заробили Немци, Италијани а један су заробили и Хрвати. У току рата три авиона Капрони је из Хрватског ваздухопловства пребегло у партизане у току 1944. и 1945. године, па их је Ратно ваздухопловство југословенске Армије користило до краја рата и један краћи период после рата.

### Сачувани примерци авиона
Сачуван је један примерак овог авиона који се рестаурира у музеју норвешког ваздухопловства Flyhistorisk Museum, Sola, Norway.